# Erebostrota albipicta
Erebostrota albipicta är en fjärilsart som beskrevs av William Schaus 1914. Erebostrota albipicta ingår i släktet Erebostrota och familjen nattflyn. Inga underarter finns listade i Catalogue of Life.